# 铁炉镇 (岚皋县)
铁炉镇，是中华人民共和国陕西省安康市岚皋县一个已撤销的乡级行政区，2015年，陕西省民政厅批复同意撤销铁炉镇，将其所辖行政区域划归民主镇。